# ハブタエモノアラガイ
ハブタエモノアラガイ（ 羽二重物洗貝）、学名 Pseudosuccinea columella は、有肺目 モノアラガイ科に分類される1cm前後の淡水生の巻貝の一種。北アメリカ原産だが、20世紀中にヨーロッパ、アフリカ、アジア、オーストラリアなどに人為的に分布を広げ、日本でも外来種として野外繁殖している。
ハブタエモノアラガイ属 Pseudosuccinea F.C.Baker, 1908 のタイプ種（模式種）で、この属には本種1種のみが知られる。属名は pseudo-（偽の）＋ Succinea (オカモノアラガイ類)で、一見オカモノアラガイ類のあるものに似ていることに由来し、種小名は columna（柱）+ ella（縮小辞）で、「小さい柱＝巻貝の殻軸」の意で、おそらくはオカモノアラガイ類に見られない明瞭な殻軸があることに由来する。和名は布目状を呈する殻表面を羽二重に見立てたもの。

## 形態

### 殻
殻高10mm前後、殻幅5mm前後の長卵型で殻口は大きく、殻高の6-7割ほどを占めるが、螺塔もそれなりの高さがあり、モノアラガイに比べると全体的に細長く、陸生のオカモノアラガイ類に似る。殻は一般に薄く、指でつまむだけで潰れてしまうこともある。
| ハブタエモノアラガイの殻 （目盛りは1mm） |

他の淡水生の有肺類と同様、蓋はない。殻色は飴色～茶色でやや透明感がある。殻表には比較的明瞭な細かい成長脈を刻むほか、殻皮には微細な毛の列が螺旋状に多数あり、これが成長脈と交わって一見布目状に見える。これは本種の特徴の一つとなっており、和名の「羽二重」はこの様子から名付けられた。しかし老成個体や環境によっては毛列が摩滅して、布目がほとんど見えなくなっているものもある。臍孔は開き、軸唇はモノアラガイやヒメモノアラガイなどと比べ細い。

### 軟体
体はやや透明感のあるくすんだ灰色からクリーム色で、細かい淡色の斑点様のものが多数ある。外套膜の外面は個体によって淡色であったり、黒い斑紋が広がっていたりするが、生きた個体ではそれらが飴色の半透明の殻を透して見えるため、外套膜の色によって薄茶色に見えたり全体に黒っぽく見えたりする。他のモノアラガイ科諸種と同様、触角は平たい三角形で、その基部内側付近に眼がある。頭部の内方には、歯舌嚢とその周辺組織が赤っぽく透けて見える。
生殖器の陰茎と陰茎鞘とは非常に短く、sarcobellum（'肉矢'＝陰茎鞘の包皮内開口部にある肉質の隆起）は大きく発達する。輸精管に付属する摂護腺はあまり膨らまず細長いサツマイモ型で、その下域には縦溝（表面が内部に折れ込むことで形成されるもので、その有無などが属の特徴の一つとなる）がなく、上端には副嚢がある。歯舌の側歯は3歯尖。これらの特徴のうち、特に生殖器の形態はモノアラガイ科の分類や同定で重要なものと考えられているが、先述のとおりハブタエモノアラガイは本属の唯一の現生種のため、これらの特徴は種の特徴であるとともに属の特徴とも言える。

## 生態
有肺類であるため原則として空気呼吸をするが、おそらく水中では皮膚呼吸もしている。空気呼吸は体の左上付近の外套膜が変化した呼吸孔を水面に開いて行う。この呼吸孔は水中では肉質の弁で閉じられている。
雌雄同体で、他個体との交尾による受精のほか、自家受精によっても繁殖し、その場合でも近交劣勢が認められないという。また飼育実験ではペアの個体よりも単独個体の方が大型になり、産卵数も多くなる傾向があるとの結果があり、このような性質が世界各地の移入先で急速な分布拡大をする一因であると推定される。他のモノアラガイ類と同様に卵塊 ( 寒天質の袋に入った複数個の卵の塊 )を水草などに産み付け繁殖する。餌は、主に藻類などを食べるとされる。
生息場所としては、ため池や沼、水路など止水域、半止水域の水面付近を好み、水面上の枯草や、コンクリートなどに付着していることが多い。時には水面より上の側溝のコンクリート壁や水槽の壁などに登ることがあり、そのまま脱水症状で死んでしまうこともある。このような行動についての全ては分かっていないが、捕食者がいる場合に水上に逃げ登ることは知られている。ある程度の水質汚染や富栄養化には耐え得る様だが、サカマキガイに比べると汚染には弱いと考えられている。これはサカマキガイが市街地の溝などにも見られることがあるのに対し、本種がそのような場所にはほとんど見られないことによるが、サカマキガイは側溝のデトリタスや浄化槽内のバクテリア層なども餌にして繁殖できるなど、両者の食性の違いも幾分かは関係している可能性がある。また他のモノアラガイ類と同様、Fasciola hepatica などの肝蛭（かんてつ）の中間宿主になることでもよく知られている。

## 外来種として
上述のとおり北アメリカ原産だが、およそ1970年代までには中南米、ヨーロッパ、アフリカ、オーストラリア、ニュージーランドなど世界各地に人や物の移動に伴って移入され、各地で急速に広がった。日本にもやって来たが、観賞用の水草等の移動に伴って外来したのではないかと推定されているだけで、具体的な外来ルートは不明である。
これまでに知られている日本最古の記録は、1977年4月19日の群馬県館林市の矢場川で採取されたものである。その後、同市に隣接する板倉町や明和村などでも見つかり、それらは種名不明のまま「Radix sp.」（「Radix 属の一種」という意味）として1980年に初めて報告された（高橋、1980）。これに次いで1980年3月27日には滋賀県大津市堅田の琵琶湖畔の小さなため池でも複数個体が見つかり、疑問符付きながら初めてPseudosuccinea columella と同定され、「ハブタエモノアラガイ」という新しい和名が付けられて報告された（品川、1981）。和名が付けられてから後は、以前よりも人々の注意を惹くようになったことや、分布が拡大しつつあったことなどから日本各地で多くの生息が知られるようになった。しかし当初の発見の状況から、おそらく1970年代後半には既に日本各地にある程度拡がっていたと見られる。2000年代初頭では関東を中心に、東北以南～中国、四国の各地に広く分布しており、現在も分布は拡大しているとされる。
その他、ハブタエモノアラガイに似て殻高20mm近くになる大型のものは別の外来種とされるが、詳細は不明である。

## 利用
大きさなどから何かに利用されることは殆どなく、ヘイケボタルなどの餌として与えられる程度である。むしろ肝蛭の中間宿主となったり、北米以外では外来種として既存の生態系を乱すおそれがあるため、有害種と見なされている。

## 分類
モノアラガイ科は世界中に分布し、これまでに数百の種が記載されて来た。しかし同種であっても環境などによって外見が大きく変化することがあり、そのような変異型に名前が付けられたケースも多い。その一方で、外見で区別ができなくとも、生殖器などの内部形態を詳細に見ることで初めて別種であると判明する例もあり、モノアラガイ類の分類には未だに不明瞭な部分も少なくない。しかしハブタエモノアラガイの場合は外見上の特徴も比較的明瞭で、現在では1属1種と考えられているため他の種にあるような分類上の問題は少ない。ただしハブタエモノアラガイ属 Pseudosuccinea を Lymnaea の亜属としたり、亜属を認めず単に Lymnaea (または誤って Limnaea）とする考え方もある。また、一般にシノニム と見なされている Limnaea peregrina Clessin, 1882 あるいは Pseudosuccinea peregrina (Clessin, 1822) の学名が使用される場合があるが、これらは何らかの意図があってその学名を使用しているというより、単に古い文献などを引照してそのまま使っている場合も多い。